# Kenean Markneh
Kenean Markneh Maleko (amh. ቀነአን ማርክነህ; ur. 30 marca 1998 w Adamie) – etiopski piłkarz grający na pozycji ofensywnego pomocnika. Od 2022 jest zawodnikiem klubu Defence Force SC.

## Kariera klubowa
Swoją karierę piłkarską Markneh rozpoczął w klubie Addis Ababa City FC. W 2016 roku zadebiutował w jego barwach w pierwszej lidze etiopiskiej. W 2017 roku przeszedł do Adama City FC, a w 2020 do Saint-George SA. W sezonie 2021/2022 wywalczył z nim mistrzostwo Etiopii. W 2022 został zawodnikiem Defence Force SC.

## Kariera reprezentacyjna
W reprezentacji Etiopii Markneh zadebiutował 10 października 2018 roku w zremisowanym 0:0 meczu kwalifikacji do Pucharu Narodów Afryki 2019 z Kenią, rozegranym w Bahyr Dar.